# جيري هاردين
جيري هاردين (بالإنجليزية: Jerry Hardin)‏ هو ممثل أمريكي، ولد في 20 نوفمبر 1929 في دالاس في الولايات المتحدة.

## أعمال

### أفلام
- (1981) ريدز[5]
- (1982) مفقود
- (1983) كوجو
- (1987) حيا أو ميتا
- (1988) ميلاجرو
- (2004) هيدالغو[6]
- (2005) هل وصلنا إلى هناك بعد[7]

### مسلسلات
- آلي مكبيل
- الرجل الأخضر الخارق
- الملفات الغامضة
- جاغ
- دالاس
- ذا ميدل

## وصلات خارجية
- جيري هاردين على موقع IMDb (الإنجليزية)
- جيري هاردين على موقع ألو سيني (الفرنسية)
- جيري هاردين على موقع ميوزك برينز (الإنجليزية)
- جيري هاردين على موقع أول موفي (الإنجليزية)
- جيري هاردين على موقع قاعدة بيانات برودواي على الإنترنت (الإنجليزية)
- جيري هاردين على موقع قاعدة بيانات الأفلام السويدية (السويدية)
- جيري هاردين على موقع ديسكوغز (الإنجليزية)
- جيري هاردين على موقع قاعدة بيانات الفيلم (الإنجليزية)
- جيري هاردين على موقع كينوبويسك (الروسية)